# Villa Zanchi-Capitaneo
Villa Zanchi-Capitaneo, o più comunemente Villa Zanchi, è un'antica masseria e villa signorile di Bari, sita su un'altura a sud del quartiere Palese Macchie e affacciata su via Modugno (la strada che un tempo collegava Palese a Modugno), a una ventina di metri dalla SS16.
Data la discreta altezza a cui si trova, dal suo punto più alto è possibile scorgere i territori circostanti per un raggio di venti chilometri, e nel bel tempo parte dell'Alta Murgia.
Nel XVIII secolo il luogo dove ora si trova la villa era chiamato Cozzo de'Pinoli, ossia collina dei pinoli, dalla presenza di una piccola pineta; nel XIX secolo Chiuso Vecchio , nome che indicava una tenuta agricola cinta da mura. Dal XX secolo fino ad oggi, invece, la popolazione locale è solita indicare la zona della villa e dell'abitato circostante sop a Zang, sopra a Zanchi dal dialetto, cioè "il colle di villa Zanchi".

## Storia
Dai documenti si evince che nel sito in questione, nel XVI secolo v'era una torre d'avvistamento interna (dell'entroterra e non sul mare) che, assieme ai terreni circostanti divenne, nel 1671, proprietà della famiglia barese Cusano; questi vendettero il tutto quattro anni dopo, al chierico Francesco Capitaneo. La proprietà rimase nelle mani della famiglia Capitaneo fino al 1763, quando Pietro Cap., gravato da problemi finanziari fu costretto a venderla al modugnese Giuseppe De Rossi. Ecco cosa è scritto nell'atto di vendita: <<un comprensorio di vigne, torre, giardinetto con cortile e due discoverte con cappella attigua al cortile di detta torre con una piscina e piazzolina davanti a detta torre… due palmenti da pistar uva… coverti a lamie vicini alla detta torre ed attaccati al detto giardinetto nel luogo detto la Marina e propriamente Cozzo de' Pinoli, lungo la via pubblica al mare>>. Il giorno successivo all'acquisto, De Rossi rivendette il complesso al bergamasco Vincenzo Zanchi, che fece quindi costruire la masseria che da lui ha preso il nome, e ristrutturare la cappella preesistente.
Il 28 febbraio 1799 la masseria fu assalita da una sessantina di briganti sanfedisti che attaccarono Modugno, di cui Palese era la marina, perché aderiva alla Repubblica Partenopea; questi costrinsero a fuggire il padrone Giuseppe Zanchi, figlio di Vincenzo, ma non danneggiarono la costruzione in quanto cacciati subito da accorrenti truppe giacobine (per approfondire, vedi la voce Assedio di Modugno).
Nella seconda metà dell'800 il complesso tornò ad essere dei Capitaneo, nel frattempo imparentatisi con gli Zanchi (probabilmente questi ultimi non ebbero più eredi); tuttora i Capitaneo ne condividono il possesso con le famiglie Di Ciaula e Potenza.

## Caratteristiche architettoniche

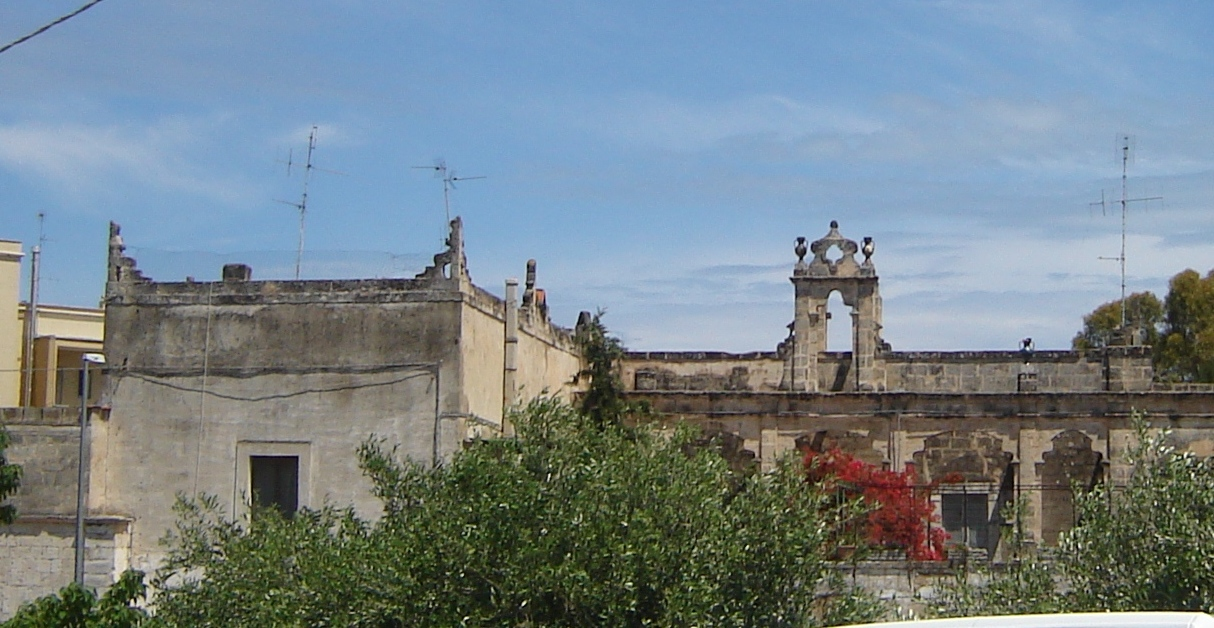
Il prospetto anteriore della villa, visto dalla strada: sono visibili la parte superiore del braccio nord-ovest a sinistra e il loggiato pergolato a destra.

L'opera rientra nella categoria delle masserie a corte con cappella annessa, risultato d'una serie di strutture di epoche diverse distribuite attorno a un cortile, a formare due bracci a elle, uno a nord e l'altro a est. Il cortile è cinto da un muro, come di consueto nelle masserie fortificate. Un giardino con pineta che circonda la villa è ciò che rimane del vasto latifondo esistito in passato.
Alla primordiale torre d'avvistamento con muri a scarpa, forse eretta nel XVI secolo e ancora visibile nell'angolo nord-est dell'edificio, furono aggiunti alcuni locali nel tardo Settecento, assieme alla Chiesa di Santa Maria del Rosario che forma un'appendice parallelepipeda a nord-ovest del fabbricato. Questi primi locali della zona nord sono due ambienti voltati a botte ed adibiti a cantina e magazzino (nella volta di un locale v'è ancora una botola per la caduta delle mandorle dopo l'essiccamento al sole). L'intervento commissionato da Vincenzo Zanchi (fine ‘700) fu significativo: fu ristrutturata la parte settentrionale dell'edificio, compresa la chiesa, e quasi completamente ricostruita quella ad est, con terrazza e loggiato pergolato al primo piano, prospiciente al cortile; ciò da associare al fatto che, sul finire del XVIII secolo, le masserie da esclusivi centri di produzione agricola si trasformavano spesso in residenze temporanee dei proprietari.
La villa mostra esternamente lo stile tardo barocco, con le facciate in caldo tufo calcareo. I prospetti laterali e quello posteriore sono caratterizzati ciascuno da quattro profondi archi incassati che ospitano porte-finestre; in corrispondenza del piano terra i pilastri sono rivestiti in bugnato rustico (lo stesso che ricopre la superficie esterna della cappella). Nel prospetto anteriore invece, al piano superiore si distingue il caratteristico loggiato pergolato sorretto da un parapetto sagomato in pietra, e impostato su pilastri con paraste, che scandiscono cinque fornici d'ampiezza diversa; il fornice centrale è sormontato da un gentile campaniletto a vela. Sulla modanatura di coronamento, in corrispondenza dei pilastri del loggiato vi sono anfore in terracotta smaltata, mentre agli angoli della stessa ci sono pinnacoli simmetrici a spigolo dotati di feritoie, sicuramente utili all'eventuale difesa da ladri e briganti.
Particolarmente interessanti gli interni del primo piano, un tempo abitati dai proprietari, costituiti da sette camere comunicanti tutte voltate a padiglione, con rosone a ombrello raccordato da una quadratura geometrica a specchiature contenenti medaglioni. I soffitti a volta sono dipinti a tempera (dipinti realizzati sul finire del'800) in tonalità chiare, con motivi vegetali. Nei medaglioni si ammirano invece paesaggi o motivi floreali.
Dopo il secondo conflitto mondiale all'edificio preesistente sono stati aggiunti locali al piano terra e nella parte meridionale del primo piano, privi di coerenza e principi estetici, che tuttora viziano l'aspetto della fabbrica.